# Калейбар

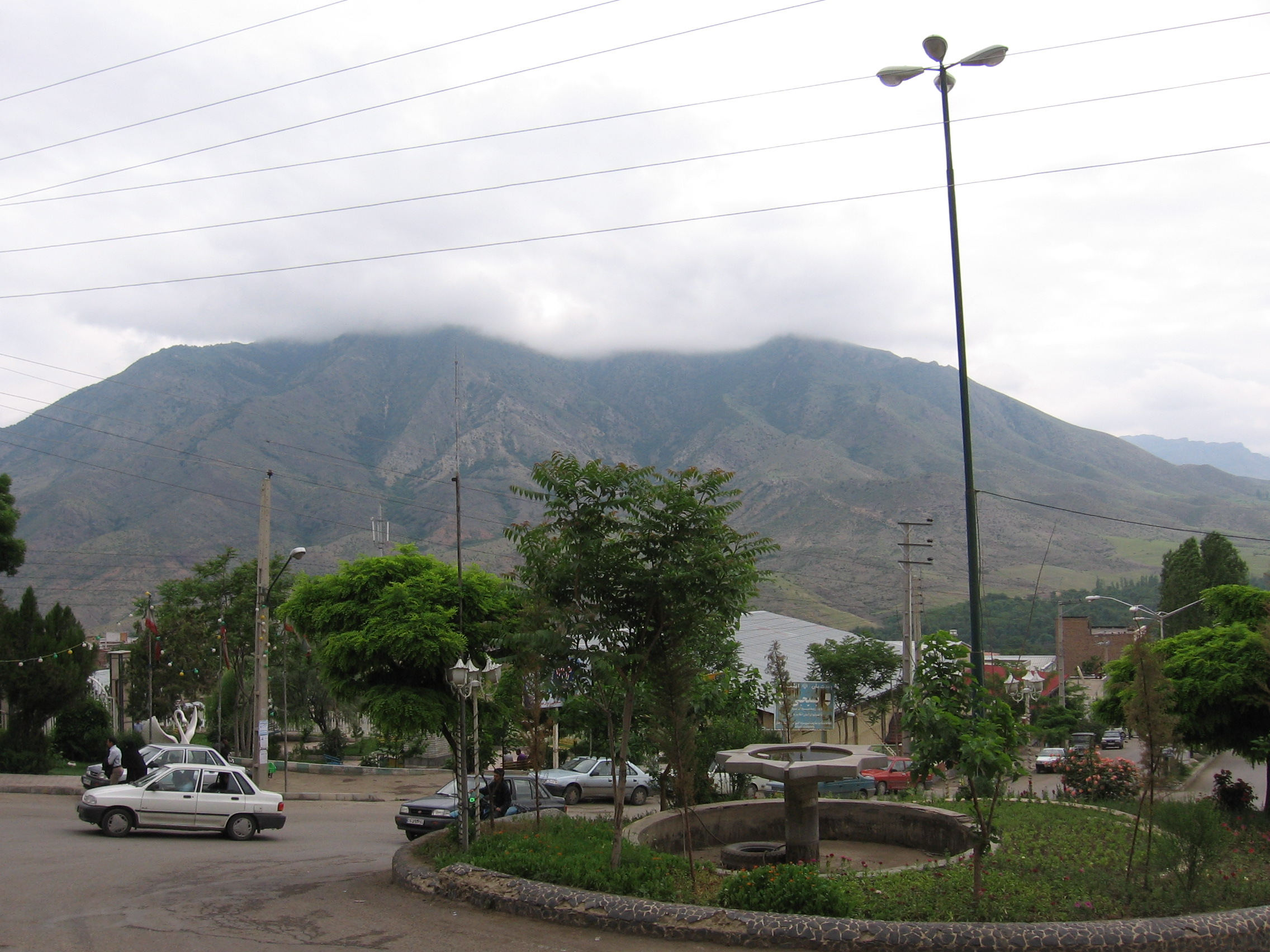
Центральная площадь Калебара

Калейбар (азерб. Kəleybər; перс. کلیبر‎) — город на северо-западе Ирана в провинции Восточный Азербайджан. Административный центр шахрестана Калебар.
Население шахрестана — 92 тыс. человек. По национальному составу абсолютное большинство составляют азербайджанцы. Калебар расположен в 40 км от границы с Азербайджаном на территории природного заповедника Арасбаран. В историческом центре города находится форт Бабак.
Климат — умеренный, среднегодовое количество осадков — 1221 мм.